# Casa romana

Planta i alçat d'una domus itàlica idealitzada

La casa romana, domus en llatí, va ser l'habitacle típic de l'antiga Roma, ben conegut gràcies a l'anomenada Casa del Menandre (pel nom d'un fresc del poeta Menandre trobada a les seves ruïnes), que es considerava el model de casa urbana habitual durant la República i l'Imperi, a diferència de les vil·les, habitatges situats fora de les muralles de la ciutat (vil·la suburbana), o al mig del camp, on disposaven d'espais annexos per a les feines agrícoles (vil·la rústica).
De tota manera, la mida i els luxes variaven molt segons les possibilitats de cada família, com es pot observar a Pompeia, on gairebé totes les cases tenien aquesta tipologia, ja que es tractava d'una ciutat residencial dels patricis, la gent benestant de Roma. Les classes pobres (la plebs) vivien en cases de pisos anomenades insulae.

## Estructura de la casa romana
La domus constava d'un sol pis, o dos com a màxim. Tenia una planta rectangular i estava aïllada de l'exterior per parets uniformes, amb poques finestres. La claror entrava pel centre, a través de l'atri (atrium), o pel peristil. La casa itàlica primitiva es dividia en aquestes parts:
- L'entrada principal acostumava a tenir un vestíbul (vestibulum), un petit espai arrecerat anterior a la porta (ostium o foris), la qual donava a un corredor anomenat fauces.
- L'atri (atrium) era la primera cambra que es trobava. Era el centre de la casa primitiva i de la vida familiar. Era un gran espai cobert per un sostre llevat d'una gran obertura (compluvium) al mig que donava claror i ventilació i deixava caure l'aigua de la pluja a l'impluvium, una bassa rectangular que la recollia i des de la qual passava a una cisterna soterrània. Un petit pou al costat permetia treure'n l'aigua. Originàriament és on hi havia la llar (focus), on es cuinava i menjava, però a les cases de Pompeia ja no és possible trobar-hi la llar. En canvi sí que hi acostuma a haver una tauleta de marbre, una capelleta consagrada als lars (el larari o lararium) i la caixa de cabals. Dues ales (alae) a banda i banda de l'atri n'ampliaven l'espai.
- El tablinum estava situat al darrere de l'atri, separat per una cortina o un reixat de fusta. Era el despatx del pater familias, on rebia les visites dels clients i guardava l'arxiu familiar.
- Els cubicula o dormitoris estaven situats als costats de l'atri.
- Les habitacions que flanquejaven l'entrada podien estar obertes a l'interior –com la cambra per al porter, els dormitoris o els menjadors– o bé donar a l'exterior. En aquest cas el propietari de la casa les llogava com a botigues (tabernae).
- Moltes cases tenien un jardí (hortus) al llarg de la paret posterior.
- Al fons de l'edificació hi solia haver una quadra amb una pila, on es guardaven els carruatges i les àmfores, i una habitació per al capatàs dels esclaus (el villicus) i les habitacions d'aquests. Pel que sembla, aquest tipus d'habitatge era usat per propietaris de certa importància que residien a la ciutat i tenien les terres a una distància curta. Quan els propietaris no tenien esclaus no hi havia aquestes dependències.

Els romans van mantenir en general certes característiques de la casa que no van alterar al llarg dels segles. Les proporcions podien variar amb la mida i la forma de la parcel·la a disposició del constructor, i el nombre d'habitacions afegides dependria de les possibilitats o gustos del propietari, però el nucli bàsic era sempre el mateix.
Actualment, hi ha molta informació sobre aquest tema. Vitruvi, un arquitecte i enginyer de l'època de Cèsar i August, ha deixat una obra que presenta els detalls dels seus principis de construcció. les obres de molts autors romans contenen descripcions generals de parts de cases o almenys indicacions i al·lusions que són en conjunt molt útils, i per acabar, s'han descobert plantes de moltes cases a Roma i a altres llocs, i a Pompeia s'han trobat les parets dempeus de moltes cases.
La primitiva casa romana es remunta a la senzilla vida dels grangers en èpoques antigues, quan tots els membres de la família vivien junts en una sola habitació gran. En aquesta sala (atrium) s'hi cuinava el menjar, es parava la taula, es realitzaven totes les tasques domèstiques i s'oferien els sacrificis als Lars. De nit, es deixava un espai per disposar-hi els llits.
La casa primitiva no tenia xemeneia, el fum sortia per un forat fet al sostre. No hi havia finestres, i tota la llum natural entrava pel forat del sostre. Només hi havia una porta, la zona que estava situada davant sembla que estava reservada per al pare i la mare. En aquest lloc hi havia col·locada la llar, on la mare preparava el menjar, i tenia a prop els utensilis que emprava per filar i cosir; aquí hi havia també l'arca o bagul on el senyor guardava els objectes valuosos i on es col·locava el seu llit a l'hora de dormir.
La casa més antiga era una cabana rodona o ovalada amb el sostre en punta, com es representava a la tradicional cabana de Ròmul al Palatí. La forma circular es va conservar en la forma en què es va construir el Temple de Vesta, deessa a la que es donava culte a la llar d'aquestes cabanes. Les cabanes més tardanes eren ovalades. Més endavant encara va arribar la forma rectangular. L'aparença externa d'aquestes cabanes s'assembla a les urnes funeràries etrusques, descobertes a diversos llocs d'Itàlia.
La planta era un simple rectangle sense divisions. Es pot considerar des del punt de vista històric i arquitectònic el nucli bàsic de la casa romana. El seu propi nom (atrium), que es referia al començament a tota la casa, també es va conservar. Apareix als noms d'alguns edificis molt antics de Roma emprats amb fins religiosos, l'Atrium Vestae, l'Atrium Libertaris, etc. Tanmateix, més endavant atrium (atri) s'aplicava a una única cambra característica de la casa.
Un tret de la casa posterior, tan freqüentment trobat en connexió amb l'atrium fa creure que era una addició tardana el tablinum, un ample espai davant de la porta d'entrada. L'origen del tablinum i els usos als que es destinava, tant en èpoques més antigues com en posteriors, són encara matèria de discussió. Al començament potser només tenia una finalitat temporal, en estar construït amb taules (tabulae), i tenia una porta a l'exterior sense cap connexió amb l'atrium. En qualsevol cas, no podia ser una estància llarga, fins que no es va traspassar la paret d'enmig. La paret mitjana es va eliminar. Varró explicava que el tablinum era una mena de balconada o porxo, utilitzat com a menjador en l'estació calorosa.
Després l'atrium va rebre la llum d'una obertura central al sostre, el compluvium. Aquest nom derivava del fet que la pluja, l'aire i la llum hi podien entrar. Just a sota, a terra, s'hi va excavar un recollidor, una mena d'estany rectangular, l'impluvium, que recollia l'aigua per a un ús domèstic. Quan es va necessitar més espai i intimitat, la casa es va ampliar amb petites habitacions que s'obrien fora de l'atrium, als costats. L'atrium al final juntament amb el tablinum tenia tota l'amplada entre les parets exteriors, i els espais addicionals o forats, un a cada banda, es denominaven alae (ales).
L'aspecte d'aquesta casa vista des de la porta d'entrada faria recordar el d'una església. L'atrium es corresponia amb la nau, i les dues alae amb els transseptes, mentre que la volta del tablinum s'assemblaria al presbiteri. Pel que se'n sap, la llum arribava a les cambres exteriors només a través de l'atrium. D'aquesta antiga casa trobem conservat en les seves successores tot el que hi ha al davant de la porta d'entrada, l'atrium amb les seves alae i el tablinum, l'impluvium i el compluvium.
Sembla que els grecs van inspirar la idea que els romans van adoptar més tard: un pati rere el tablinum, a cel obert, envoltat d'habitacions, per contenir flors, arbres i arbustos. Aquest espai obert tenia columnes al voltant i sovint una font al centre. Va rebre el nom de persitylum (peristil). Segons Vitruvi, havia de ser un terç més ample que llarg, però no se'n conserven restes amb aquestes mides. L'accés al persitylum des de l'atrium podia ser a través del tablinum, tot i que aquest de vegades estava separat per una porta de dues fulles i per un estret passadís (andron) als costats. Era emprat pels esclaus o per les persones que no tinguessin el privilegi de passar pel tablinum.
Tots dos, el passadís i el tablinum, podien estar tancats per portes a la banda de l'atrium. La disposició de les diferents cambres al voltant del peristylum sembla que variava segons el constructor o el propietari; no es pot oferir cap planificació concreta. Segons les possibilitats del propietari, hi havia dormitoris, menjadors, biblioteques, cambres per pintar, cuina, piles, armaris, banys privats o cambres per a esclaus. Totes aquestes habitacions miraven al peristylum, en rebien la llum i la ventilació, tal com passava amb les habitacions al voltant de l'atrium. Més endavant, es va afegir un jardí darrere del peristylum.
El canvi següent es va produir a les cases dels pobles i viles només, motivat per les condicions de la vida urbana que no es donaven al camp. Tant en temps antics com moderns els negocis s'anaven estenent des del centre de les ciutats cap a les zones residencials, i sovint era interessant per al propietari d'un habitatge adaptar-lo a les noves condicions. Aquesta adaptació era senzilla en el cas de la casa romana, gràcies a la disposició de les habitacions.
Ja s'ha comentat que les habitacions s'obrien totes cap a l'interior de la casa, que es col·locaven poques finestres a les parets exteriors i que només hi havia una porta a la part frontal. Si la casa tenia la façana cap a un carrer comercial, és evident que el propietari podia construir habitacions davant de l'atrium amb objectius comercials, sense que això afectés la intimitat de la seva casa o li restés llum.

### Parts de la casa[5]

#### Elvestibulum
La casa de ciutat es construïa sobre la línia del carrer. A les cases més pobres la porta que s'obria a l'atrium estava al mur frontal, i estaven separades del carrer només per l'amplada del llindar. A les millors cases, la separació entre l'atrium i el carrer amb una fila de botigues donava l'oportunitat de preparar una entrada més imponent. De vegades es deixava almenys una part d'aquest espai com un pati obert, amb rajoles de gran qualitat a terra des del carrer fins a la porta d'entrada, adornat amb plantes, flors o estàtues i trofeus de guerra, si el propietari era més ric. Aquesta zona d'accés es va anomenar finalment vestibulum.
Aquest vestibulum no es correspon en absolut amb la part de la casa que avui dia s'anomena vestíbul. Els seus usos eren els següents:
- Els clients es reunien potser abans de l'alba per ser rebuts a l'atrium i rebre del propietari la sportula.
- Es disposava la processó nupcial.
- Es formava l'escorta que acompanyava els nens fins al fòrum el dia que es convertia en adult.

Fins i tot a les cases més humils es donava el mateix nom a l'espai entre la porta i la zona de pas dels vianants.
L'ostium era l'entrada a la casa. Incloïa el portal i la pròpia porta, i el terme s'aplicava a tots dos, tot i que les paraules més precises per a la porta eren fores i ianua. A les cases més pobres l'ostium donava directament sobre el carrer, i no cal dir que en un origen s'obria directament a l'atrium, o sigui, l'antic atrium estava separat del carrer només per la paret. El refinament d'èpoques posteriors va motivar la introducció d'una entrada o passatge entre el vestibulum i l'atrium, i l'ostium s'obria cap a aquesta zona d'accés i a poc a poc se li va atribuir aquest nom.
La porta estava situada darrere, deixant un ample llindar (limen) que sovint tenia escrit la paraula salve (hola) gravada en un mosaic. A vegades sobre la porta hi havia paraules de bon auguri (com nihil intret mali - 'que no entri cap mal'), per exemple, o una fórmula de protecció contra el foc. A les cases que tenien un esclau com a ostiarius o ianitor (porter), el seu lloc estava rere la porta, i de vegades hi disposava d'una habitació i tot.
Dins de l'ostium hi acostumava a haver un gos lligat amb cadenes o, si no, la representació d'un gos en mosaic a terra o pintat a la paret. Aquest vestíbul al costat de l'atrium estava cobert per una cortina (velum). A través d'aquest passatge les persones a l'atrium podien veure els vianants passant pel carrer.

#### L'atrium
L' atrium (atri) era l'element bàsic de la casa romana. Els trets més característics de l'atrium eren el compluvium i l'impluvium. L'aigua recollida per l'impluvium era portada a cisternes, i el forat del sostre del compluvium es podia cobrir amb una cortina si la llum era massa intensa. Els romans finalment van acabar emprant els dos mots sense distincions; el compluvium era un element tan important a l'atrium que l'atrium podia rebre fins i tot el seu nom. Vitruvi assenyala quatre estils diferents de construcció de l'atri:
- l'atrium tuscanicum (l'atri etrusc), que tenia el sostre format per dos parells de bigues que es creuaven en angle recte; l'espai interior es deixava obert i formava així el compluvium. És evident que aquest mètode de construcció no es podia utilitzar per a habitacions de grans dimensions.
- l'atrium tetrastylon (l'atri tetràstil), on les bigues eren sostingudes per quatre pilars o columnes.
- l'atrium corinthium (l'atri corinti), que només es distingia del tetràstil per tenir més de quatre columnes.
- l' atrium displuviatum (l'atri de desguàs), on el sostre s'inclinava cap a les parets exteriors, i l'aigua era evacuada a l'exterior mitjançant eixidius. L'impluvium només recollia l'aigua que realment queia dins des del cel.

La senzillesa i l'austeritat de la vida familiar durant els primers temps de la República conferien a la casa una sola habitació que no es va mantenir en els grans palaus de finals de la República i a l'Imperi. En temps de Ciceró l'atrium havia deixat de ser el centre de la vida domèstica, s'havia convertit en un petit saló de gala emprat només per exhibir-lo.
Possiblement les noves habitacions als costats de l'atrium es van utilitzar com a dormitoris per tenir una major intimitat. Quan es va adoptar el peristylum, es devia sentir la necessitat d'una zona independent per a la cuina i després per un menjador. És molt possible que aquest pati fos en un principi una zona per cuinar a l'aire lliure. Després s'hi van afegir d'altres habitacions al peristylum, que es van convertir aviat en dormitoris per a tenir una intimitat encara més gran. Al final aquestes habitacions es van necessitar per a altres propòsits, i els dormitoris es van traslladar al pis superior. No sabem quan es van començar a construir les plantes superiors, però cal pensar que la petitesa de les parcel·les i el seu preu elevat a les ciutats van forçar a edificar en vertical. Fins i tot en cases humils de Pompeia s'han trobat restes d'escales a pisos superiors.
Ja en aquest estat més avançat de la casa romana, l'atrium va començar a ser decorat amb tot l'esplendor i la magnificència que el propietari es podia permetre. L'obertura del sostre es feia més gran per rebre més llum, i els pilars que el sostenien eren de marbre o fustes precioses. Entre aquestes columnes i a les parets s'hi col·locaven estàtues i altres obres d'art. L'impluvium es va convertir en una pila de marbre, amb una font al centre, i sovint estava ricament treballat i ornat amb figures en relleu.
El terra era de mosaic, les parets es pintaven amb colors llampants o es decoraven amb blocs de marbre de moltes tonalitats, i els sostres es podien cobrir amb marbres, ivori o or. En aquest atrium més decorat l'amfitrió rebia els seus convidats o els clients.
Però fins i tot en aquest atrium més impressionant es podien conservar records d'èpoques passades. L'altar dedicat als lars i penats continuava de vegades prop d'on havia estat el foc de la llar, tot i que els sacrificis regulars ja se celebressin en una capella o espai especial al peristylum. A les cases més esplendoroses, els útils del filat es guardaven al lloc on la matrona s'havia assegut en uns temps ja remots, tal com narra Titus Livi a la seva història de Lucrècia, la dona de Numa Pompili. Els armaris a la paret conservaven les màscares dels avantpassats, i el llit nupcial, que es col·locava a l'atrium quan els nuvis entraven a la casa, s'havia convertit en un banc col·locat a l'ostium, ja quan l'atrium no s'emprava com a dormitori.
A les cases de camp, l'antic ús de l'atrium va continuar fins als dies d'August, i els pobres mai no van poder canviar la seva forma de vida. Quant a l'ús de les habitacions que envoltaven l'atrium al deixar de ser dormitoris, no se sap certament, potser van servir com a sales, salons privats o habitacions per a usos diversos.
Les alae eren els dos espais rectangulars a dreta i esquerra de l'atrium. Estaven totalment obertes a l'atrium i en formaven part. Allà s'hi guardaven les imagines (els busts de cera dels avantpassats), disposades en vitrines de fusta. Quan els escriptors romans o els autors moderns parlen de les imagines de l'atrium, en realitat es refereixen a les alae.

#### Eltablinum
El seu nom podria derivar del material (tabulae, taules o taulons) amb què estava construït. Una altra possibilitat seria que hagués rebut el nom del fet que allà l'amo hi guardava els seus llibres de comptes i els documents privats. L'amo també guardava en aquesta cambra l'arca dels diners (arca), que en temps antics estava encadenada a terra. Dominava tota la casa, perquè només es podia accedir a les habitacions des de l'atrium o el peristylum, i el tablinum es trobava just entre aquestes dues parts. El senyor podia assegurar-se una privacitat total tancant les portes de dues fulles que el separaven del peristylum, el jardí privat, o corrent les cortines a l'obertura que hi havia cap a l'atrium.
D'altra banda, si el tablinum es deixava obert, el convidat que entrava per l'ostium podia veure d'una ullada totes les parts públiques i semipúbliques de la casa. Fins i tot quan el tablinum estava tancat, hi havia un accés lliure des de la part davantera de la casa cap a la posterior a través d'un passadís curt al costat que conduïa al peristylum.

#### Elperistylum
En un principi era un espai copiat dels grecs, que l'empraven més aviat com a jardí o hort, i malgrat el gran conservadorisme dels romans, al final es va convertir en la part més important de la casa, desplaçant l'atrium a un ús més restringit.
El peristylum era una zona espaiosa oberta al cel, envoltada d'habitacions, totes amb portes i finestres amb reixes. Totes aquestes habitacions tenien un pòrtic cobert pel costat que quedava al pati. Aquests porxos, que formaven una columnata ininterrompuda pels quatre costats, eren pròpiament el peristylum, encara que el nom arribava a aplicar-se a tota la secció, incloent el pati, la columnata i les habitacions adjacents.
L'apti estava molt més obert al sol que l'atrium, i s'hi plantaven més tipus de flors i fins i tot arbres. Solia tenir l'aparença d'un jardí, decorat sovint amb estàtues o fonts.

### Elements de construcció

#### Les parets
El material emprat per a les parets (parietes) va variar amb el temps, el lloc i el cost del transport. El primer material utilitzat a Itàlia era la pedra i els maons sense coure (lateres crudi), com a gairebé tot arreu, mentre que la fusta només s'emprava en estructures temporals, com l'afegit d'on es va desenvolupar potser el tablinum.
Des de temps antics a les cases privades i a totes les èpoques als edificis públics s'hi aixecaven parets de pedra polida (opus quadratum), justament com en temps moderns. En ésser el travertí una pedra volcànica fàcil d'aconseguir al Laci, apagada i poc atractiva pel seu color, sobre la paret s'estenia per decorar-la un vistós recobriment d'estuc de marbre que conferia un acabat més blanc i llampant.
Per a cases menys luxoses, no per a edificis públics, es feia un ús abundant de maons assecats al sol (la tova), fins a començaments del segle i aC. També aquestes parets es cobrien amb estuc, per decoració i per protegir-les de la intempèrie.
En època clàssica va aparèixer un material nou, millor que el maó o la pedra, més barat, més durable, més fàcil de treballar i de transportar, emprat gairebé en exclusiva per a cases privades, i a nivell general, per a edificis públics. Les parets construïdes a la nova manera (opus caementicium) s'aixecaven amb variants de ciment. Els materials d'aquest ciment depenia del lloc. A Roma s'usava fang i cendres volcàniques amb pedres com a mínim de la mida d'un puny. De vegades, en comptes de pedra s'utilitzaven fragments de maons i sorra. Com més dura era la pedra, millor quedava el ciment. El millor ciment s'elaborava amb restes de lava, el material amb què generalment es pavimentaven les carreteres. El mètode dels romans per aixecar les parets de ciment és el mateix que el que es continua aplicant avui dia. Primer, a intervals d'un metre a ambdós costats de la futura paret s'hi fixaven unes posts verticals de 13-15 centímetres de grossor i 3-4 metres d'alçada. Fora d'aquests, es clavaven horitzontalment taules de 25-30 centímetres d'amplada. A l'espai intermedi s'hi vessava el ciment semilíquid, que rebia la forma de les posts i els taulons. Quan el ciment s'havia endurit, es retirava l'armadura. Es repetia el procés per aixecar la paret els metres desitjats. El grossor de les parets podia ser des de 18 centímetres d'una casa normal fins als cinc metres dels murs del Panteó de Roma.
Tot i que les parets eren impermeables al mal temps, acostumaven a ser recobertes amb pedra o amb maons cuits al forn (lateres cocti). La pedra era normalment el travertí tou, que no estava tan ben adaptada per resistir l'aire lliure com el ciment.

#### Terres i sostres
A les cases més modestes el terra (solum) de la planta baixa es formava suavitzant la terra entre les parets, cobrint-la amb una capa gruixuda de trossos de pedra, maons, teules i tests i aplanant-la amb un objecte pesat (fistuca). Aquest terra es denominava pavimentum, però la paraula gradualment es va usar per anomenar tota mena de terres.
A cases més luxoses el terra es feia amb peces de pedra que s'ajustaven les unes amb les altres. Solien tenir terres de ciment. El terra dels pisos superiors sovint es feia amb fusta, però també es podia fer servir el ciment, vessat sobre una base temporal de fusta. Aquest terra era molt pesat i requeria sòlides parets per suportar-lo. S'han conservat terres de 45 centímetres de grossor i 6 metres de llargària. Un terra d'aquesta mena formava un sostre perfecte per al pis inferior, que només necessitava un acabat d'estuc. D'altres sostres es feien com en l'actualitat: es clavaven llistons sobre les bigues i es recobrien amb morter i estuc.

#### Els teulats
La construcció dels teulats (tecta) es diferenciava molt poc del mètode modern. Els teulats variaven tant com els actuals en forma: alguns eren plans, d'altres a dues aigües, d'altres baixaven en quatre vessants. En els temps més antics es cobria amb una capa de palla, com en l'anomenada cabana de Ròmul (casa Romuli) sobre el Palatí, conservada fins i tot en època imperial com una relíquia del passat. Sobre la palla s'hi col·locaven còdols com a base per a les teules.

#### Les portes
La porta romana, com la d'avui dia, tenia quatre parts: el llindar (limen), els dos muntants (postes) i la llinda (limen superum). La llinda sempre era d'una sola peça de pedra i força aparatosa. Les portes eren exactament iguals a les de temps moderns, tret de les frontisses, ja que, encara que els romans tenien frontisses com les actuals, no les utilitzaven per a les portes. El suport de la porta era en realitat un cilindre de fusta massissa, una mica més llarg que la porta i amb un diàmetre més gran que el seu gruix, que acabava amb uns pius a la part superior i inferior. Aquests pius encaixaven als dos forats a dalt, a la llinda i a baix, al llindar. La porta s'ajustava a aquest cilindre, perquè el pes combinat de la porta i el cilindre recolzés sobre el piu de baix. Les comèdies romanes estan plenes de referències al xerric que feien les portes de les cases.
La porta exterior s'anomenava pròpiament ianua, i la interior ostium, però ambdues paraules van acabar emprant-se indistintament, i la segona fins i tot s'aplicava a tota l'entrada. Les portes dobles s'anomenaven fores, la porta de darrere que donava al peristylum o a un carrer lateral s'anomenava posticum. Les portes s'obrien cap a dins, i les que donaven accés a l'exterior tenien forrellats (pessuli) o barres (serae). A l'interior de les cases les portes eren menys freqüents que ara, perquè els romans preferien separacions més diàfanes tancades amb cortines (vela, aulaea).

#### Les finestres
A les habitacions principals d'una casa privada les finestres (fenestrae) s'obrien cap al peristylum, i com a norma general, a les cases les habitacions situades al pis superior i utilitzades per a propòsits domèstics no acostumaven a tenir finestres cap al carrer. Als pisos superiors hi havia finestres exteriors a les cambres que no tinguessin sortida cap al peristylum, com passava amb les habitacions llogades o amb les insulae.
Les cases de camp podien tenir finestres cap a l'exterior al primer pis. Algunes finestres tenien tancaments exteriors. En qualsevol tipus de finestra, tant a la urbana com a la rural, sovint s'hi col·locava una reixa o malla per mantenir fora els ratolins o altres animals.
Els romans de l'Imperi ja coneixien el vidre, però era massa car per a emprar-lo en les finestres. També s'emprava el talc i altres materials translúcids als marcs de les finestres com a protecció contra el fred, però només en circumstàncies poc habituals.

#### Calefacció
Tot i el suau clima d'Itàlia, les cases sovint eren fredes. En alguns dies freds els habitants possiblement s'havien de conformar amb traslladar-se a habitacions escalfades pels rajos directes del sol o posar-se més roba d'abrigar. A l'època més dura o en ple hivern utilitzaven foculi, estufes de carbó o brasers de tota mena encara emprats als països del sud d'Europa. Només eren caixes metàl·liques on es podien dipositar trossos de carbó calent, amb potes per protegir el terra de desperfectes i anses per poder-les traslladar a altres habitacions.
Els rics sovint tenien forns semblants als actuals sota les cases; en aquests casos la calor es distribuïa amb tubs de fang per les habitacions. Les separacions i terres llavors eren generalment buits, i per allí hi circulava l'aire calent, que escalfava les habitacions sense entrar-hi directament. Aquest sistema de calefacció tenia xemeneies, però no s'empraven gaire a les cases privades d'Itàlia i eren més comunes a les províncies septentrionals.

## Decoració

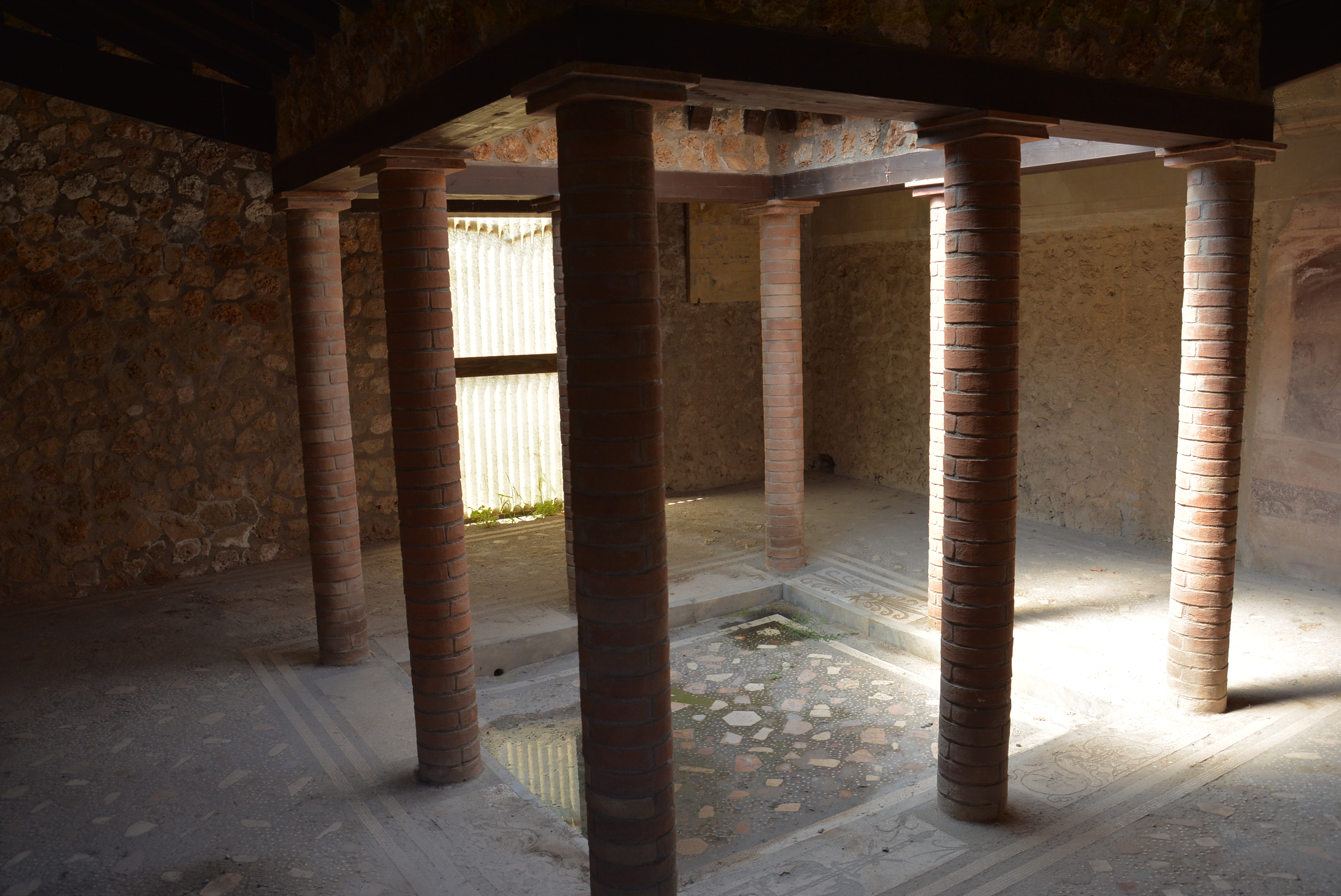
Casa del Menandro de Pompeia

Fins a l'últim segle de la República, les cases eren petites i senzilles, amb poca decoració. L'exterior solia deixar-se austerament sense adorns, els murs només es cobrien amb estuc. L'interior es decorava d'acord amb els gustos i possibilitats del propietari.
Al començament les parets acabades en estuc es recobrien amb panells rectangulars (abaci), pintats amb colors vius i llampants, sobretot vermell i groc. Al centre dels panells s'hi pintaven figures, i després s'hi van començar a posar quadres elaborats, figures, interiors, escenes, paisatges... de gran mida i pintats amb cura, tot directament sobre la paret. Més endavant les parets van començar a recobrir-se amb lloses fines de marbre que tenien sortints i cornises. La combinació de marbres en diferents tons creava efectes artístics. Finalment van arribar a les cases les figures d'estuc en relleu, enriquides amb or i colors, i els mosaics, principalment fets de peces de cristall de colors.
Les portes i les entrades donaven ocasió a un tractament també artístic. Les portes presentaven rics panells i relleus, marcs de bronze, o la pròpia porta feta de bronze. Al llindar lluïa amb freqüència un mosaic. Les posts i els muntants es recobrien de marbre o sovint amb elaborats dissenys en relleu. Els terres es cobrien amb lloses de marbre formant figures geomètriques o amb mosaics.
Els sostres de volta es pintaven amb colors o es dividien en panells, decorats més tard amb estuc en relleu, amb or o ivori, o amb plaques de bronze banyades en or.

## Mobiliari[1]
Molts dels objectes o complements més habituals i usats avui dia eren desconeguts per als romans. No hi havia miralls a les parets, per exemple, no tenien taules o escriptoris per escriure, ni calaixeres, ni vitrines per exhibir-hi objectes curiosos, vaixelles o llibres, ni tan sols tenien penjadors per la roba o els barrets.
Els principals objectes que es trobaven a les millors cases eren llits o sofàs, cadires, taules i llums. També hi havia arques, baguls, armaris de fusta amb potes, brasers, i amb menys freqüència, rellotges d'aigua.

### Sofàs
Els sofàs i canapès (lectus, lectulus) es trobaven pertot arreu a la casa romana, i feien funcions de sofà de dia, i de llit a la nit. En la seva forma més simple consistia en una armadura de fusta amb tires de cuir al damunt sobre les quals es posava un matalàs. En un extrem hi havia un braç, com si fos una Chaise longue, i de vegades hi havia un braç a cada extrem i a més un respatller. Sembla que el respatller va ser un afegit dels romans al sofà antic, i sempre estava cobert de coixins i mantes. El matalàs al començament estava farcit de palla, i més endavant de llana o fins i tot de plomes. En alguns dormitoris de Pompeia sembla que no hi havia armadura de base, sinó que el matalàs estava col·locat directament sobre un suport construït des del terra.
Els mobles que s'usaven com a llit semblen haver estat més grans que els sofàs, i eren tan alts que de vegades calien escaletes per pujar-hi. El lectus com a sofà es trobava a la biblioteca per llegir i escriure, on l'estudiant recolzava el llibre i els estris per escriure al seu braç esquerre.

## Altres habitatges romans

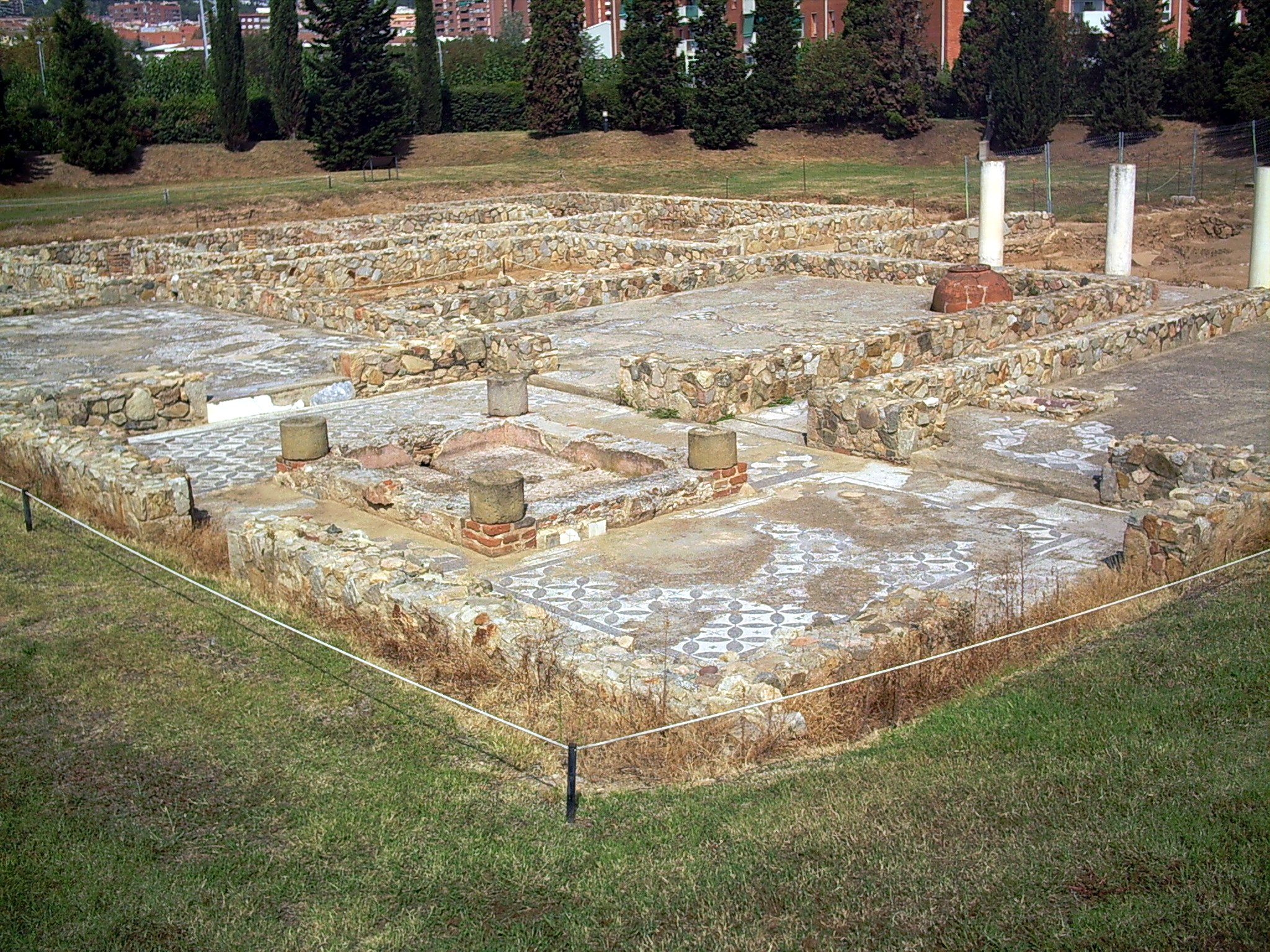
La vil·la romana de Can Llauder, a Mataró

Més luxoses eren les vil·les dels grans propietaris, en general bastant allunyades de la ciutat. Disposaven de banys, porxos, torres, jardins i pavellons. Les cases podien contenir altres dependències segons l'activitat del propietari: així, es coneixen cases amb cellers o premses, i probablement n'existien d'altres amb magatzems i altres equipaments. Les cases decorades amb frescos semblen datar de l'època del començament de l'Imperi (segle i).
Naturalment les cases dels més humils, a part dels edificis de pisos urbans (insulae), eren poc més que cabanes de fusta, amb sostre de branques i sòl de terra; només ocasionalment s'hi feia servir alguna part de pedra.
A les províncies gal·les era característica la casa anomenada "corredor amb ales", amb un corredor exterior i ales d'habitació (el model de casa està localitzat a Mayen, prop de Coblença); més al sud, a la regió de Tolosa, la casa de camp tenia fileres de cases exteriors per als bracers, que es construïen en un intricat complex de patis, amb façana de galeria, porxos i un criptopòrtic. Les cases de la Gàl·lia contenien cellers de maçoneria i les teulades eren altes i de vessant agut.